# 普劳蒂斯·塞尔瓦斯
普劳蒂斯·塞尔瓦斯（羅馬化：Ploutis Servas；1907年5月22日—2001年2月14日）是塞浦路斯的一个政治家、记者和作家。他出生时名为普劳塔尔霍斯·洛伊佐斯·萨维迪斯，在中学时期改姓塞尔瓦斯。
1907年，他出生于利马索尔。1929年—1934年，他在苏联莫斯科的西方少数民族共产主义大学学习政治与社会科学。1930年代，他返回塞浦路斯，但为了能够返回国家，他必须签署一份声明，承诺不参与政治活动。他成为非法的塞浦路斯共产党的书记处的成员，并在1941年—1945年担任劳动人民进步党第一任总书记。他还于1943年—1946年和1946年—1949年担任利马索尔的首任市长。在担任市长期间，他参加协商会议，并在1948年支持接受英国关于塞浦路斯自治的计划。由于持有这一观点，他在党内变得孤立，并于1952年被开除出党。
他在1960年塞浦路斯立法选举中支持伊奥安尼斯·克莱里德斯，但他自己并没有再次活跃于政治界。他主要从事记者和作家的工作，撰写了多本关于政治问题的书籍。
他于2001年2月14日去世，并在塞浦路斯引发争议，因为他在遗嘱中要求火葬。但塞浦路斯没有火葬场，这引发了支持提供火葬替代方案的人和不赞成火葬的人（主要是东正教徒）之间的激烈辩论。后来，他的遗体被运到英国，在那里火化；骨灰被带回塞浦路斯，撒在利马索尔港。